# Ik durf het bijna niet te vragen
Ik durf het bijna niet te vragen is een televisieprogramma dat wordt uitgezonden door de Nederlandse omroep BNNVARA op NPO 3. In dit programma geven specifieke groepen Nederlanders antwoord op controversiële vragen van kijkers. Het programma is er op gericht om taboes en stigma's te doorbreken.

## Format
Iedere aflevering heeft een specifiek thema, vaak bestaande uit groepen mensen die last hebben van vooroordelen. Daarbij nemen de deelnemers plaats op een kruk in een studio, waarna zij kaartjes met publieksvragen pakken en beantwoorden. Deze vragen zijn op voorhand door het publiek ingestuurd en bestaan vaak uit brutale vragen die men gewoonlijk niet 'durft te vragen'.
Het format komt oorspronkelijk uit Australië, waar het wordt uitgezonden door ABC onder de titel You Can't Ask That. Het format is geïnspireerd op 'Ask Me Anything'-topics op het online forum Reddit.

## Seizoenen

### Seizoen 1 (2019)
| Aflevering | Datum            | Onderwerp            |
| ---------- | ---------------- | -------------------- |
| 1          | 19 februari 2019 | Alcoholisten         |
| 2          | 26 februari 2019 | Blootlopers          |
| 3          | 5 maart 2019     | Gezichtsaandoeningen |
| 4          | 12 maart 2019    | Christenen           |
| 5          | 19 maart 2019    | Ongeneselijk ziek    |
| 6          | 26 maart 2019    | Sekswerkers          |
| 7          | 2 april 2019     | Seksueel misbruikt   |
| 8          | 9 april 2019     | Daklozen             |

### Seizoen 2 (2019)
| Aflevering | Datum            | Onderwerp            |
| ---------- | ---------------- | -------------------- |
| 1          | 1 oktober 2019   | Dikke mensen         |
| 2          | 8 oktober 2019   | Moslima's            |
| 3          | 15 oktober 2019  | Huiselijk geweld     |
| 4          | 22 oktober 2019  | Kleine mensen        |
| 5          | 29 oktober 2019  | Plastische chirurgie |
| 6          | 5 november 2019  | Transgenders         |
| 7          | 12 november 2019 | Vrije liefde         |

### Seizoen 3 (2020)
| Aflevering | Datum             | Onderwerp                 |
| ---------- | ----------------- | ------------------------- |
| 1          | 12 juli 2020      | Zwarte mensen             |
| 2          | 4 augustus 2020   | Extreem uiterlijk         |
| 3          | 11 augustus 2020  | Hele dunne mensen         |
| 4          | 18 augustus 2020  | Hoogbegaafden             |
| 5          | 25 augustus 2020  | Ex-bajesklanten           |
| 6          | 1 september 2020  | Pornosterren              |
| 7          | 8 september 2020  | Armoelijders              |
| 8          | 15 september 2020 | Liefde kent geen leeftijd |
| 9          | 22 september 2020 | Paragnosten               |

### Seizoen 4 (2021)
| Aflevering | Datum             | Onderwerp    |
| ---------- | ----------------- | ------------ |
| 1          | 26 augustus 2021  | Sekslozen    |
| 2          | 2 september 2021  | Bodybuilders |
| 3          | 9 september 2021  | Rappers      |
| 4          | 16 september 2021 | Non-binair   |
| 5          | 23 september 2021 | Influencers  |
| 6          | 30 september 2021 | Fetisjisten  |
| 7          | 7 december 2021   | Ex-hooligans |
| 8          | 14 december 2021  | Autisten     |

## Specials
| Datum            | Onderwerp                               |
| ---------------- | --------------------------------------- |
| 3 mei 2019       | Overlevenden van de Tweede Wereldoorlog |
| 26 november 2019 | Overlevers (van aanslagen en rampen)    |
| 12 juli 2020     | Zwarte mensen (Racismethemadag)         |